# Teoria dell'apprendimento sociale
La teoria dell'apprendimento sociale, dovuta principalmente ad Albert Bandura, è stata un passo fondamentale nel passaggio dall'approccio comportamentista verso la definizione del cognitivismo.
La teoria, fra l'altro, risulta una delle più rilevanti per l'analisi estesa dei fattori individuali e contestuali che determinano il funzionamento della personalità. Tale teoria si costruisce intorno a due principi chiave: il primo riguarda le linee concettuali e gli assunti alla base della condotta individuale; il secondo, la tipologia di variabili tese alla costruzione di un modello teorico sui processi alla base di una condotta.

## Il punto di partenza: l'apprendimento
La teoria dell'apprendimento sociale è una delle prime teorie di Albert Bandura. L'autore evidenziò come l'apprendimento non implicasse esclusivamente il contatto diretto con gli oggetti, ma avvenisse anche attraverso esperienze indirette, sviluppate attraverso l'osservazione di altre persone. Bandura ha adoperato il termine modeling (imitazione) per identificare un processo di apprendimento che si attiva quando il comportamento di un individuo che osserva si modifica in funzione del comportamento di un altro individuo che ha la funzione di modello. 
Quindi il comportamento è il risultato di un processo di acquisizione delle informazioni provenienti da altri individui.
Esemplificativi risultano in questo senso gli studi condotti sull'imitazione di condotte aggressive da parte di bambini che osservavano un modello (vedi Esperimento della bambola Bobo).
Bandura sintetizza una serie di proprietà agenti in una situazione di modellamento, che influiscono nell'impatto delle informazioni apprese sulla prestazione: la somiglianza delle prestazioni, la somiglianza delle caratteristiche personali tra osservatore e modello, la molteplicità e varietà dei modelli, ed infine la competenza del modello. 
Viene individuata come caratteristica fondamentale dell'apprendimento osservativo (o apprendimento vicario) l'identificazione che si instaura tra modello e modellato. Più essa sarà elevata, più l'apprendimento avrà effetto sulla condotta del modellato.

## Lineamenti generali della teoria
Apprendere a fare qualcosa attraverso l'imitazione e la riproduzione. Questo tipo di apprendimento, presente anche negli animali, si verifica attraverso una serie di condizioni:
- L'attenzione dell'osservatore è rivolta verso il modello. Tale attenzione si rivolge a lui anche senza essere rinforzata o premiata.
- L'osservatore deve cogliere il comportamento osservato come modello valido da apprendere (alto coinvolgimento nei confronti del modello).
- Deve esistere la capacità di ricordare e richiamare il modello comportamentale a distanza di tempo quando si sviluppano le situazioni adeguate.

Tale teoria dell'apprendimento, incentrata sui processi di modellamento tra un modello osservato e un discente osservatore, è detto apprendimento sociale, perché incentrata sul meccanismo di identificazione che lega osservatore ad osservato. Questo processo di identificazione è legato anche ad aspetti affettivi, e si ritrova spesso in condotte di identificazione che le persone adottano in determinati ruoli o personaggi sociali.
Un classico esperimento di Bandura poneva le basi per lo studio dell'apprendimento sociale (1964).
Bandura allestì un esperimento nel quale tre gruppi di bambini osservavano tre modelli (stimolo) operanti in tre situazioni diverse:
1. Nella prima situazione un modello aggressivo che veniva ricompensato
2. Nella seconda un modello aggressivo che veniva punito
3. Un modello aggressivo che non veniva né ricompensato né punito
4. Un gruppo di controllo al quale non veniva esibita alcuna situazione.

Come previsto, il modello ricompensato (ossia rinforzato positivamente) veniva emulato in maggior misura. In fase post-sperimentale venne chiesto ai bambini quale modello avrebbero voluto imitare, e la quasi totalità dei bambini appartenenti al primo gruppo, indicò il comportamento aggressivo, anche se ammetteva che era connotato negativamente. Nel caso in cui il comportamento aggressivo veniva punito, i bambini mostravano meno risposte imitative. Per interpretare questi risultati Bandura identifica 
- Un livello cognitivo di apprendimento (legato alla memorizzazione da parte di tutti i bambini degli atti aggressivi perpetrati nel modello), che avveniva in tutte e tre le situazioni.
- Un livello di traduzione al comportamento (legato all'elicitazione di comportamenti aggressivi indotti dal modello), che è avvenuto nella situazione in cui il modello aggressivo veniva ricompensato.

Bandura ha ipotizzato allora un apprendimento per imitazione, nel quale gli individui imparano a risolvere problemi loro posti attraverso modalità apprese da un modello.

## Autori di riferimento
Autori di riferimento per la teoria dell'apprendimento sociale:
- Burrhus Skinner e il suo approccio sperimentale allo studio dell'apprendimento: il condizionamento operante. Bandura supera tale punto di vista, chiamando in causa fattori cognitivi, che acquistano il ruolo di variabili indipendenti.
- Miller & Dollard (1941), ed in particolare il loro concetto di modellamento.
- Bandura  e Walters (1964) per la definizione della teoria dell'apprendimento sociale, e Bandura (1997) per gli sviluppi della teoria verso il costrutto delle convinzioni di autoefficacia.

## Principali costrutti e variabili presi in considerazione dalla teoria
La teoria dell'apprendimento sociale si riferisce esplicitamente alla tradizione sperimentale dello studio dell'apprendimento, di derivazione comportamentista. Dal punto di vista metodologico, il paradigma "Stimolo > Risposta" diviene "Stimolo > Variabile Interveniente > Risposta". 
I principali costrutti presi in considerazione dalla teoria dell'apprendimento sociale sono:
- I concetti di premi e punizioni, ereditati dalle teorie comportamentiste dell'apprendimento, in particolare il condizionamento operante.
- il concetto di modellamento di Miller e Dollard (1941), che pongono l'accento sui processi di imitazione e modellamento. Per Miller e Dollard il bambino acquisisce una tendenza ad imitare poiché è stato rinforzato nelle prime risposte di carattere imitativo. Progressivamente questa tendenza assume un valore sempre maggiore: il comportamento dei modelli potenziali costituisce il "suggerimento" per l'emissione di comportamenti simili che il soggetto deve quindi avere già nel suo repertorio.

La teoria assume un'importante eredità metodologica comportamentista, riprendendo il concetto di forza della risposta per lo studio dell'apprendimento. La forza della risposta comportamentale è trasformata in variabile attraverso le seguenti caratteristiche:
- Ampiezza (per esempio l'intensità di una reazione emotiva, oppure la quantità di saliva del cane)
- Latenza: tempo che intercorre tra la presentazione dello stimolo e la comparsa della risposta
- Durata: lunghezza del periodo di tempo nel quale il comportamento viene attivato
- Frequenza: il numero di volte in cui il comportamento viene emesso
- Numero di tentativi prima di emettere il comportamento.